# Ophrys × maremmae tardans
L'ofride tardiva (Ophrys × maremmae nothosubsp. tardans (O.Danesch & E.Danesch) Del Prete, 1984) è una pianta erbacea spontanea in Italia, appartenente alla famiglia delle Orchidacee.
È un'entità di origine ibridogena (O. fuciflora subsp. candica × O. tenthredinifera).

## Etimologia
L'epiteto sottospecifico (“tardans” – dal latino “tardivo”) si riferisce al periodo della fioritura, quando le altre specie di Ophrys sono ormai sfiorite.

## Descrizione
È un'orchidea terrestre alta da 10 a 35 cm. La forma biologica è geofita bulbosa, ossia è una pianta perenne che porta le gemme in posizione sotterranea. Durante la stagione avversa non presenta organi aerei e le gemme si trovano in organi sotterranei chiamati bulbi o tuberi, strutture di riserva che annualmente producono nuovi fusti, foglie e fiori.

### Radici
Le radici sono fascicolate e secondarie da bulbo e consistono in sottili fibre radicali posizionate nella parte superiore dei bulbi.

### Fusto
- Parte ipogea: la parte sotterranea del fusto è composta da due tuberi bulbosi; il primo svolge delle importanti funzioni di alimentazione, mentre il secondo raccoglie materiali nutritizi di riserva per lo sviluppo della pianta che si formerà nell'anno venturo.
- Parte epigea: la parte aerea del fusto è semplice ed eretta. Il colore è verde.

### Foglie
È presente una rosetta basale con foglie a forma ovato-lanceolata, ad apice acuto e alcune (mediamente 3) foglie cauline. Sulla pagina fogliare sono presenti delle nervature parallele disposte longitudinalmente (foglie di tipo parallelinervie). Quelle cauline sono progressivamente più ridotte a portamento amplessicaule e simili a brattee.

### Infiorescenza
L'infiorescenza è “indefinita” (senza fiore apicale o politelica) del tipo spiciforme con pochi fiori (da 3 a 7). Questi ultimi sono posti alle ascelle di brattee a forma lineare-lanceolata con una scanalatura centrale; sono lunghe più o meno come l'ovario e nel colore possono essere simili ai tepali (altrimenti sono verdi). I fiori inoltre sono resupinati, ruotati sottosopra; in questo caso il labello è volto in basso.

### Fiore
I fiori sono ermafroditi ed irregolarmente zigomorfi, pentaciclici (perigonio a 2 verticilli di tepali, 2 verticilli di stami (di cui uno solo fertile – essendo l'altro atrofizzato), 1 verticillo dello stilo).
- Formula fiorale: per queste piante viene indicata la seguente formula fiorale:

X, P 3+3, [A 1, G (3)], infero, capsula

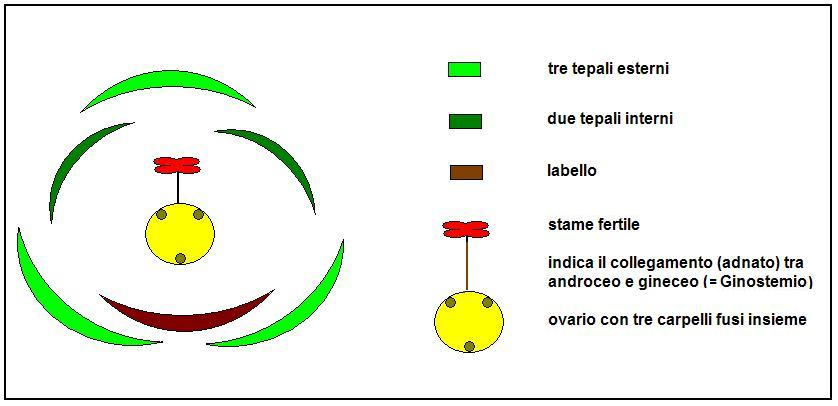
Diagramma fiorale

- Perigonio: il perigonio è composto da 2 verticilli con 3 tepali (o segmenti) ciascuno (3 interni e 3 esterni). I tre segmenti esterni sono patenti a forma ovato-arrotondata e concavi. Quello mediano è spesso lievemente ricurvo in avanti. I due tepali interni (il terzo, quello centrale, chiamato labello, è molto diverso da tutti gli altri) sono più piccoli a forma triangolare e con bordi pubescenti; sono disposti in modo alternato a quelli esterni. Colore dei tepali: a rosa pallido a violetto con una nervatura verde centrale.
- Labello: il labello (la parte più vistosa del fiore) è pubescente a forma vagamente trapezoidale; si presenta con un portamento pendente. La parte terminale è formata da due lobi di colore ocra scuro al centro dei quali è presente un apicolo (parte terminale del labello) verdastro. In questa specie non è presente lo sperone. Colore del labello: bruno-rossiccio (ai bordi è vistosamente pubescente/vellutato), con macchie lucide più chiare al centro (quasi bianche o grigie o rossatre contornate da bordi più chiari) a forma di “H” e disegni simili all'addome di un insetto.
- Ginostemio: lo stame con le rispettive antere (in realtà si tratta di una sola antera fertile biloculare – a due logge) è concresciuto (o adnato) con lo stilo e lo stigma e forma una specie di organo colonnare chiamato "ginostemio"[6]. Quest'organo esternamente di colore verde, è posizionato all'interno-centro del fiore ed ha un portamento incurvato in avanti; è corto e ottuso. Il polline ha una consistenza gelatinosa; e si trova nelle due logge dell'antera, queste sono fornite di una ghiandola vischiosa (chiamata retinacolo). I pollinii sono inseriti su due retinacoli distinti tramite delle caudicole, mentre i retinacoli sono protetti da due borsicole[7]. La cavità stigmatica di questa orchidea è colorata di rosso scuro. L'ovario, sessile in posizione infera è formato da tre carpelli fusi insieme[3]. L'ovario non è contorto.
- Fioritura: da aprile a maggio.

### Frutti
Il frutto è una capsula. Al suo interno sono contenuti numerosi minutissimi semi piatti. Questi semi sono privi di endosperma e gli embrioni contenuti in essi sono poco differenziati in quanto formati da poche cellule. Queste piante vivono in stretta simbiosi con micorrize endotrofiche, questo significa che i semi possono svilupparsi solamente dopo essere infettati dalle spore di funghi micorrizici (infestazione di ife fungine). Questo meccanismo è necessario in quanto i semi da soli hanno poche sostanze di riserva per una germinazione in proprio.

## Biologia
La riproduzione di questa pianta può avvenire in due modi: 
- per via sessuata grazie all'impollinazione degli insetti pronubi: come per altre specie di Ophrys anche in questa l'impollinazione avviene tramite un ben definito maschio di imenottero del genere Andrena[5] che riconosce (o crede di riconoscere) nella figura disegnata sul labello una propria femmina e quindi tenta una copulazione col solo risultato di trasferire il polline da un individuo floreale all'altro. Anche il profumo (non sempre gradevole per noi umani) emesso dall'orchidea imita i ferormoni dell'insetto femmina per incitare ulteriormente l'insetto maschio all'accoppiamento. Questo fiore è privo di nettare per cui a impollinazione avvenuta l'insetto non ottiene nessuna ricompensa; questa specie può quindi essere classificata tra i “fiori ingannevoli”[9]. La germinazione dei semi è condizionata dalla presenza di funghi specifici (i semi sono privi di albume). La disseminazione è di tipo anemocora.
- per via vegetativa in quanto uno dei due bulbi possiede la funzione vegetativa per cui può emettere gemme avventizie capaci di generare nuovi individui (l'altro bulbo generalmente è di riserva).

## Distribuzione e habitat
Questa entità è un raro endemismo della Puglia del sud.
Il suo habitat tipico sono le garighe, le radure e macchie su substrato calcareo.

## Tassonomia

### Sinonimi
- Ophrys × lambrechtsiana P.Delforge
- Ophrys × silvanae Lumare & Medagli
- Ophrys × tardans O.Danesch & E.Danesch

## Conservazione
Come tutte le orchidee è una specie protetta e quindi ne è vietata la raccolta e il commercio ai sensi della Convenzione sul commercio internazionale delle specie minacciate di estinzione (CITES).